# 科比耶尔地区鲁菲亚克
科比耶尔地区鲁菲亚克（法語：Rouffiac-des-Corbières）是法国奥德省的一个市镇，属于纳博讷区（Narbonne）蒂尚县（Tuchan）。该市镇2009年时的人口为86人。

## 人口
科比耶尔地区鲁菲亚克人口变化图示
| 数据来源：INSEE |